# Cyrtoxipha orientalis
Cyrtoxipha orientalis är en insektsart som beskrevs av Bland och Desutter-grandcolas 2003. Cyrtoxipha orientalis ingår i släktet Cyrtoxipha och familjen syrsor. Inga underarter finns listade i Catalogue of Life.